# Dimas Macedo (escultor)
Dimas da Conceição Macedo (Murtosa, Aveiro, 24 de agosto de 1928 - Paris, dezembro de 2009), foi um escultor e pintor português.

## Biografia
Ingressou na Escola de Belas Artes do Porto em 1949. Depois em Lisboa, teve aulas com o pintor Lino António.
A sua obra encontra-se representada em diversos países, principalmente em França onde se radicou em 1956. Em Portugal deixou algumas obras das quais se destacam o conjunto escultórico da Varela, Murtosa, de 2005, e o conjunto escultórico para o Metropolitano de Lisboa em 1993/94, situado em Calvanas, perto da 2ª circular.
Em 1997 fez a decoração, azulejos, cerâmicas e uma escultura de Carl Von Linnée para a estação Fridhemsplan do metro de Estocolmo, oferta do metro de Lisboa.
Dimas Macedo morreu em Paris em Dezembro de 2009. Foi em França que as suas obras obtiveram maior destaque, podendo ser observados alguns destes trabalhos no Museu de Bourg-en-Brosse na região dos Alpes.